# Kulm (Thüringen)
Kulm is een dorp in de Duitse gemeente Saalburg-Ebersdorf in het Saale-Orla-Kreis in Thüringen. Het dorp wordt voor het eerst genoemd in 1223. Tot 1974 was Kulm een zelfstandige gemeente die in dat jaar opging in de gemeente Saalburg. In 2003 fuseerde die met Ebersdorf tot de huidige gemeente.